# Ante Palaversa
Ante Palaversa (Split, 6 april 2000) is een Kroatisch voetballer die doorgaans speelt als middenvelder. In augustus 2024 verruilde hij Troyes voor Aberdeen.

## Clubcarrière
Palaversa speelde in de jeugdopleiding van Hajduk Split en bij die club maakte hij dan ook zijn debuut. Op 19 augustus 2018 werd in het eigen Poljudstadion met 0–2 verloren werd van Gorica. De middenvelder mocht van coach Željko Kopić in de basis starten en hij werd na achtenvijftig minuten gewisseld ten faveure van Michele Šego. Palaversa maakte op 26 augustus 2018 zijn eerste doelpunt, op bezoek bij Inter Zaprešić. Die club kwam op voorsprong dankzij Komnen Andrić, maar Palaversa maakte vier minuten na rust gelijk. Marko Vukčević zette Inter andermaal op voorsprong, maar Mirko Ivanovski besliste de eindstand met een benutte strafschop op 2–2.
In januari 2019 maakte de Kroaat voor circa 4,8 miljoen euro de overstap naar Manchester City, waar hij zijn handtekening zette onder een verbintenis voor de duur van vierenhalf jaar. Hij werd direct weer voor anderhalf jaar verhuurd aan zijn oude club Hajduk Split. Na een halfjaar haalde Manchester City hem echter terug om hem vervolgens voor het seizoen 2019/20 te stallen bij KV Oostende. Na een verhuurperiode van vijf maanden bij het Spaanse Getafe vertrok Palaversa tot juni 2022 naar KV Kortrijk. Na deze vierde verhuurperiode verkaste Palaversa definitief naar Troyes, waar hij zijn handtekening zette onder een verbintenis voor de duur van drie seizoenen. In twee seizoenen tijd speelde hij in totaal negen competitieduels, waarna hij overgenomen werd door Aberdeen.

## Clubstatistieken
| Seizoen | Club            | Competitie       | Competitie | Competitie | Beker | Beker | Internationaal | Internationaal | Totaal | Totaal |
| Seizoen | Club            | Competitie       | Wed.       | Dlp.       | Wed.  | Dlp.  | Wed.           | Dlp.           | Wed.   | Dlp.   |
| ------- | --------------- | ---------------- | ---------- | ---------- | ----- | ----- | -------------- | -------------- | ------ | ------ |
| 2018/19 | Hajduk Split    | 1. HNL           | 14         | 2          | 2     | 0     | 1              | 0              | 17     | 2      |
| 2018/19 | Manchester City | Premier League   | —          | —          | —     | —     | —              | —              | 0      | 0      |
| 2018/19 | → Hajduk Split  | 1. HNL           | 13         | 0          | 0     | 0     | —              | —              | 13     | 0      |
| 2019/20 | → KV Oostende   | Eerste klasse A  | 19         | 0          | 1     | 0     | —              | —              | 20     | 0      |
| 2020/21 | → Getafe        | Primera División | 2          | 0          | 2     | 0     | —              | —              | 4      | 0      |
| 2020/21 | → KV Kortrijk   | Eerste klasse A  | 9          | 2          | 1     | 0     | —              | —              | 10     | 2      |
| 2021/22 | → KV Kortrijk   | Eerste klasse A  | 30         | 1          | 3     | 0     | —              | —              | 33     | 1      |
| 2022/23 | Troyes          | Ligue 1          | 2          | 1          | 0     | 0     | —              | —              | 2      | 1      |
| 2023/24 | Troyes          | Ligue 2          | 7          | 0          | 0     | 0     | —              | —              | 7      | 0      |
| 2024/25 | Aberdeen        | Premiership      | 28         | 2          | 6     | 0     | —              | —              | 34     | 2      |
| Totaal  | Totaal          | Totaal           | 124        | 8          | 15    | 0     | 1              | 0              | 140    | 8      |

Bijgewerkt op 14 mei 2025.